# 4613-as mellékút (Magyarország)
A 4613-as számú mellékút egy nagyjából 28,5 kilométer hosszú, négy számjegyű mellékút Pest és Jász-Nagykun-Szolnok vármegyék határvidékén; Nagykőröst köti össze Szolnok térségével.

## Nyomvonala
Nagykőrös lakott területének keleti széle közelében, de már külterületi részen indul, a 4601-es útból kiágazva, nagyjából északkeleti irányban. Harmadik kilométere táján elhalad a várost kiszolgáló naperőmű mellett, majd a 4+350-es kilométerszelvényét elhagyva egy elágazáshoz ér. A tovább egyenesen, északkeleti irányban haladó út a 4611-es útszámozást viseli – ez az út a kilométer-számozása tekintetében itt ér véget, bő 20 kilométer után –, a 4613-as pedig előbb kicsit délebbi irányt vesz, majd több, kisebb-nagyobb iránytörésétől eltekintve jobbára kelet felé folytatódik.
9 kilométer megtétele után lép az út Kocsér területére, majd a 11+900-as kilométerszelvénye előtt egy elágazáshoz ér. Dél felől a 46 122-es út torkollik bele, Kocsér központja és a 4601-es út felől, 4,6 kilométer megtétele után, a 4613-as út pedig északabbi irányban folytatódik. 13 kilométer után eléri Kocsér és Törtel határszélét, 300 méterrel arrébb pedig e két község és Jászkarajenő hármashatárát; innen ismét északkelet felé húzódik tovább.
Az utóbbi település lakott területeit egyébként nemigen érinti, a 18+550-es kilométerszelvénye táján már Kőröstetétlen határát lépi át. Itt kissé északabbi irányt vesz, és 20,5 kilométer megtétele után belép a község belterületére, ahol a Kocséri út nevet veszi fel. A központban, a 21,250-es szelvény közelében találkozik a 4609-es úttal, ott egy kurta, 100 méteresnél is rövidebb távon közös szakaszuk következik (ami alig terjed túl a Gerje hídján), majd a 4613-as kelet-északkeleti irányba fordul és a Szolnoki út nevet veszi fel. Alig fél kilométer után ki is lép a község belterületéről.
24,3 kilométer után keresztezi a megyehatárt, átlépve Pest vármegye Ceglédi járásából Jász-Nagykun-Szolnok vármegye Szolnoki járásába, ezen belül Tószeg területére. A település lakott területeivel azonban nemigen találkozik; a 4612-es útba becsatlakozva ér véget, annak külterületi szakaszán, méghozzá azon a ponton, ahol az eléri Szolnok közigazgatási területének délnyugati csücskét.
Teljes hossza, az országos közutak térképes nyilvántartását szolgáló kira.gov.hu adatbázisa szerint 28,489 kilométer.

## Települések az út mentén
- Nagykőrös
- Kocsér
- (Törtel)
- (Jászkarajenő)
- Kőröstetétlen
- Tószeg
- (Szolnok)

## Története
Egy 2,978 kilométeres szakaszát (a 21+306 és a 24+284 kilométerszelvények között) 2019 második felében újították fel, a Magyar Falu Program útjavítási pályázatának I. ütemében, Kőröstetétlen település területén.